# 24 Horas de Le Mans de 2001
As 24 Hours of Le Mans de 2001 foi o 70º grande prêmio automobilístico das 24 Horas de Le Mans, tendo acontecido nos dias 16 e 17 de junho 2001 em Le Mans, França no autódromo francês, Circuit de la Sarthe.

## Resultados Finais

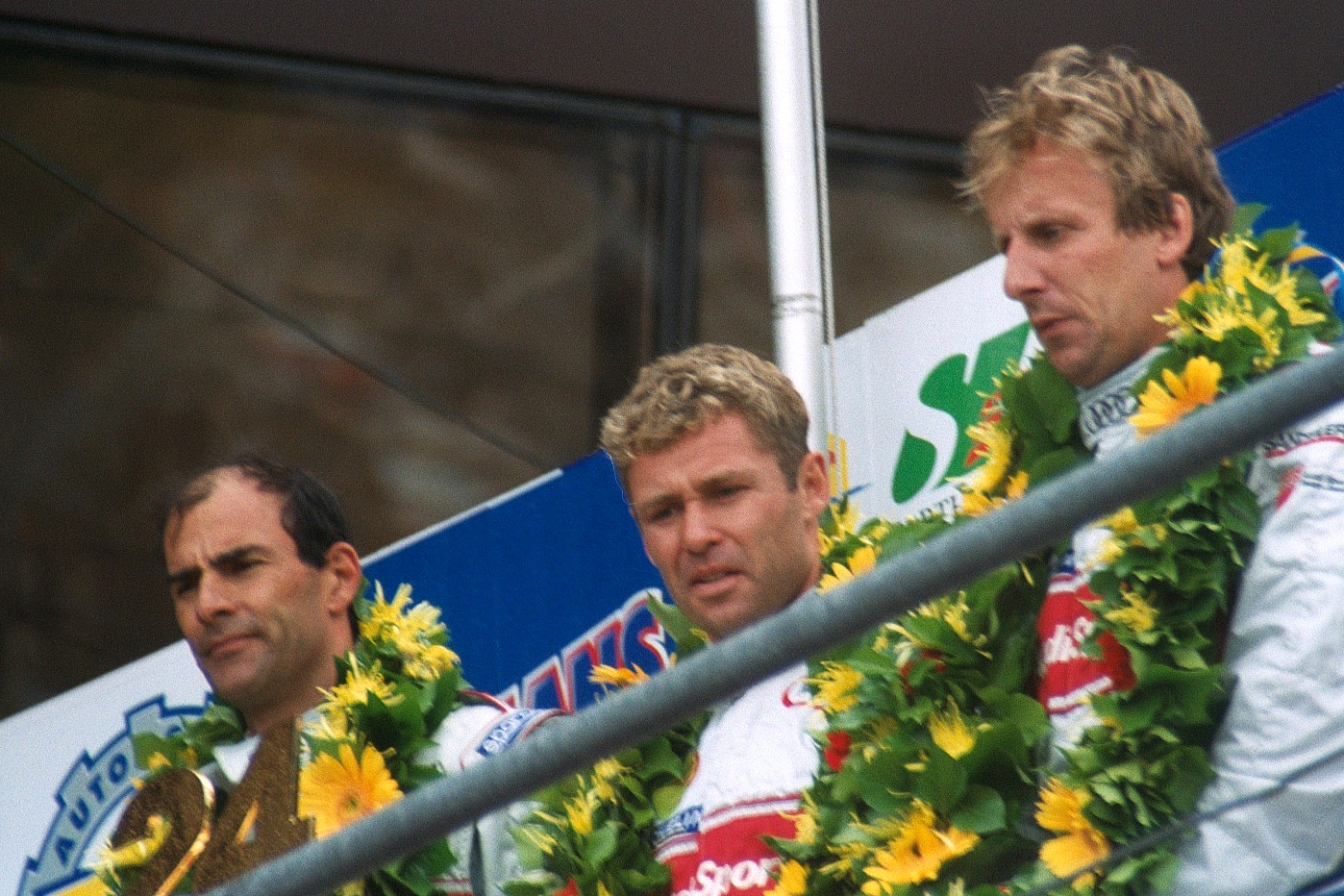
Pódio dos vencedores da edição de 2001, da esquerda para a direita: Emanuele Pirro, Tom Kristensen e Frank Biela.

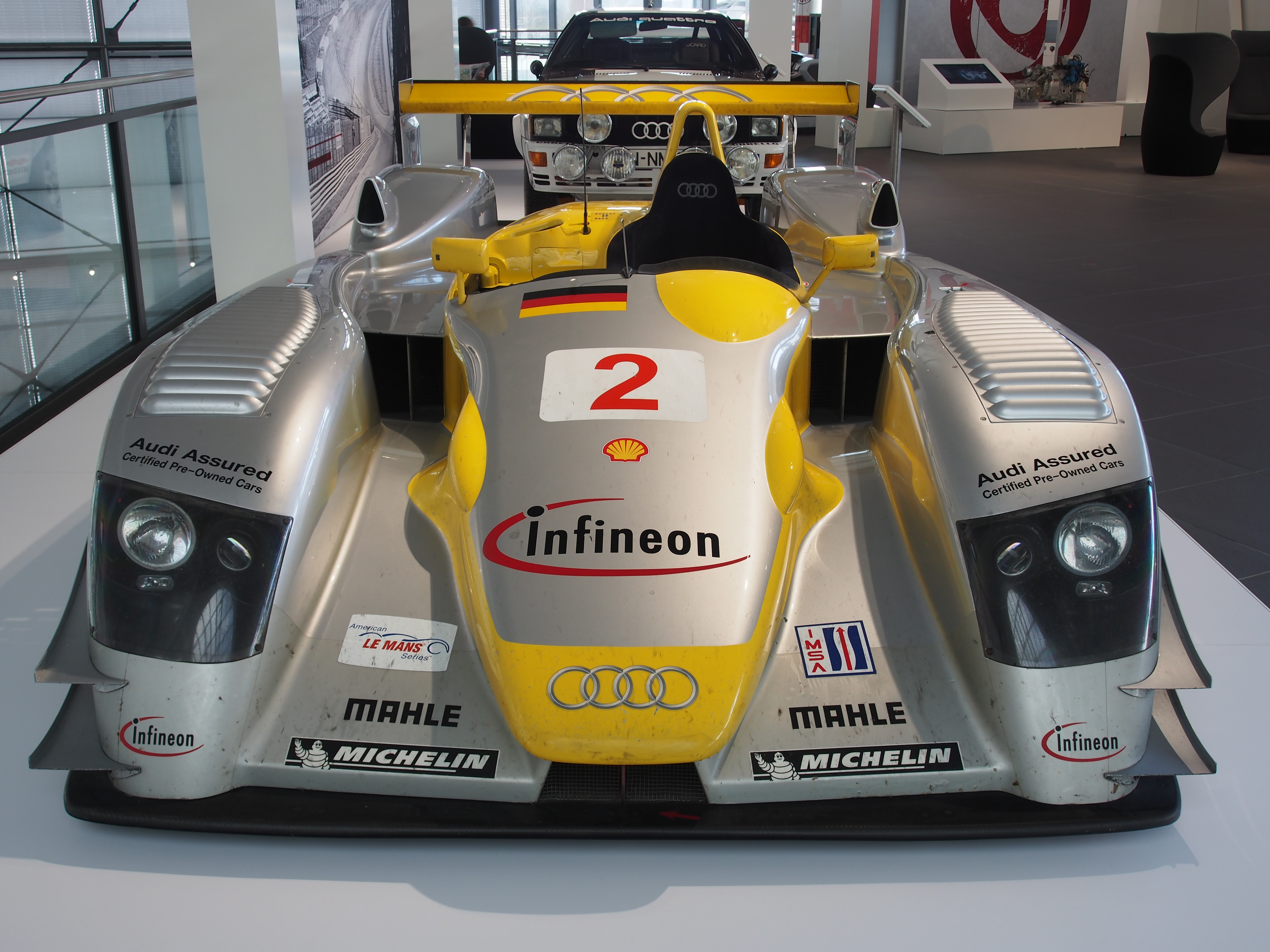
1. 2 Audi R8

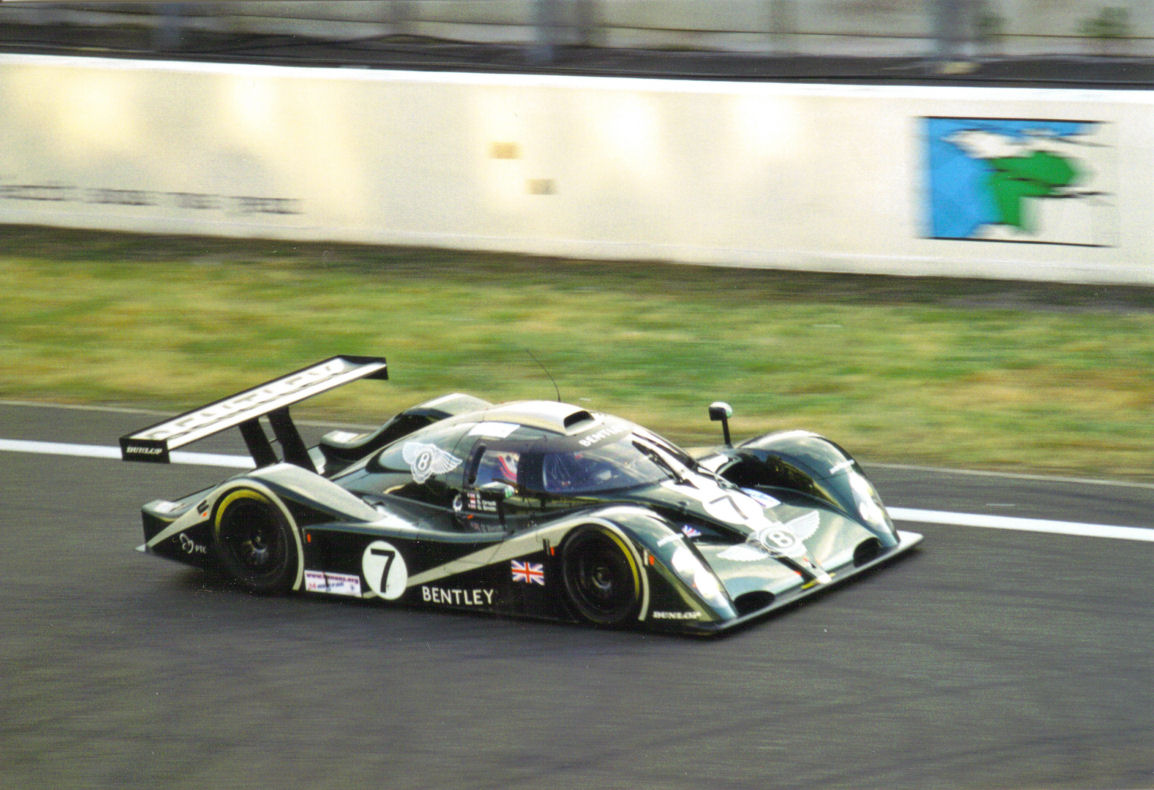
1. 7 Bentley EXP Speed 8

| Pos    | Class  | No | Equipe                                           | Pilotos                                                   | Chassis                          | Pneus | Voltas |
| Pos    | Class  | No | Equipe                                           | Pilotos                                                   | Motor                            | Pneus | Voltas |
| ------ | ------ | -- | ------------------------------------------------ | --------------------------------------------------------- | -------------------------------- | ----- | ------ |
| 1      | LMP900 | 1  | Audi Sport Team Joest                            | Frank Biela Emanuele Pirro Tom Kristensen                 | Audi R8                          | M     | 321    |
| 1      | LMP900 | 1  | Audi Sport Team Joest                            | Frank Biela Emanuele Pirro Tom Kristensen                 | Audi 3.6L Turbo V8               | M     | 321    |
| 2      | LMP900 | 2  | Audi Sport North America                         | Laurent Aïello Rinaldo Capello Christian Pescatori        | Audi R8                          | M     | 320    |
| 2      | LMP900 | 2  | Audi Sport North America                         | Laurent Aïello Rinaldo Capello Christian Pescatori        | Audi 3.6L Turbo V8               | M     | 320    |
| 3      | LMGTP  | 8  | Team Bentley                                     | Andy Wallace Butch Leitzinger Eric van de Poele           | Bentley EXP Speed 8              | D     | 306    |
| 3      | LMGTP  | 8  | Team Bentley                                     | Andy Wallace Butch Leitzinger Eric van de Poele           | Bentley (Audi) 3.6L Turbo V8     | D     | 306    |
| 4      | LMP900 | 16 | Team PlayStation Oreca                           | Olivier Beretta Karl Wendlinger Pedro Lamy                | Chrysler LMP                     | M     | 298    |
| 4      | LMP900 | 16 | Team PlayStation Oreca                           | Olivier Beretta Karl Wendlinger Pedro Lamy                | Chrysler (Mopar) 6.0L V8         | M     | 298    |
| 5      | LMP675 | 38 | ROC Auto                                         | Jordi Gené Jean-Denis Délétraz Pascal Fabre               | Reynard 2KQ-LM                   | M     | 284    |
| 5      | LMP675 | 38 | ROC Auto                                         | Jordi Gené Jean-Denis Délétraz Pascal Fabre               | Volkswagen HPT16 2.0L Turbo I4   | M     | 284    |
| 6      | GT     | 83 | Seikel Motorsport                                | Gabrio Rosa Fabio Babini Luca Drudi                       | Porsche 911 GT3-RS               | Y     | 283    |
| 6      | GT     | 83 | Seikel Motorsport                                | Gabrio Rosa Fabio Babini Luca Drudi                       | Porsche 3.6L Flat-6              | Y     | 283    |
| 7      | GT     | 77 | Freisinger Motorsport                            | Gunnar Jeannette Romain Dumas Philippe Haezebrouck        | Porsche 911 GT3-RS               | Y     | 282    |
| 7      | GT     | 77 | Freisinger Motorsport                            | Gunnar Jeannette Romain Dumas Philippe Haezebrouck        | Porsche 3.6L Flat-6              | Y     | 282    |
| 8      | GTS    | 63 | Corvette Racing                                  | Ron Fellows Scott Pruett Johnny O'Connell                 | Chevrolet Corvette C5-R          | G     | 278    |
| 8      | GTS    | 63 | Corvette Racing                                  | Ron Fellows Scott Pruett Johnny O'Connell                 | Chevrolet LS7R 7.0L V8           | G     | 278    |
| 9      | GT     | 75 | Perspective Racing                               | Thierry Perrier Michel Neugarten Nigel Smith              | Porsche 911 GT3-RS               | D     | 275    |
| 9      | GT     | 75 | Perspective Racing                               | Thierry Perrier Michel Neugarten Nigel Smith              | Porsche 3.6L Flat-6              | D     | 275    |
| 10     | GT     | 80 | Larbre Compétition                               | Jean-Luc Chereau Patrice Goueslard Sébastien Dumez        | Porsche 911 GT3-RS               | M     | 274    |
| 10     | GT     | 80 | Larbre Compétition                               | Jean-Luc Chereau Patrice Goueslard Sébastien Dumez        | Porsche 3.6L Flat-6              | M     | 274    |
| 11     | GT     | 72 | Team Taisan Advan                                | Hideo Fukuyama Atsushi Yogo Kazuyuki Nishikawa            | Porsche 911 GT3-RS               | Y     | 273    |
| 11     | GT     | 72 | Team Taisan Advan                                | Hideo Fukuyama Atsushi Yogo Kazuyuki Nishikawa            | Porsche 3.6L Flat-6              | Y     | 273    |
| 12     | GT     | 82 | Seikel Motorsport                                | Tony Burgess Max Cohen-Olivar Andrew Bagnall              | Porsche 911 GT3-RS               | Y     | 272    |
| 12     | GT     | 82 | Seikel Motorsport                                | Tony Burgess Max Cohen-Olivar Andrew Bagnall              | Porsche 3.6L Flat-6              | Y     | 272    |
| 13     | LMP900 | 17 | Pescarolo Sport                                  | Sébastien Bourdais Jean-Christophe Boullion Laurent Rédon | Courage C60                      | M     | 271    |
| 13     | LMP900 | 17 | Pescarolo Sport                                  | Sébastien Bourdais Jean-Christophe Boullion Laurent Rédon | Peugeot A32 3.2L Turbo V6        | M     | 271    |
| 14     | GTS    | 64 | Corvette Racing                                  | Andy Pilgrim Kelly Collins Franck Fréon                   | Chevrolet Corvette C5-R          | G     | 271    |
| 14     | GTS    | 64 | Corvette Racing                                  | Andy Pilgrim Kelly Collins Franck Fréon                   | Chevrolet LS7R 7.0L V8           | G     | 271    |
| 15     | LMP900 | 6  | DAMS                                             | Wayne Taylor Max Angelelli Christophe Tinseau             | Cadillac Northstar LMP01         | M     | 270    |
| 15     | LMP900 | 6  | DAMS                                             | Wayne Taylor Max Angelelli Christophe Tinseau             | Cadillac Northstar 4.0L Turbo V8 | M     | 270    |
| 16     | GT     | 76 | PK Sport Ricardo Engineering                     | Mike Youles Dave Warnock Stephen Day                      | Porsche 911 GT3-RS               | D     | 265    |
| 16     | GT     | 76 | PK Sport Ricardo Engineering                     | Mike Youles Dave Warnock Stephen Day                      | Porsche 3.6L Flat-6              | D     | 265    |
| 17     | GT     | 74 | Warm-Up Luc Alphand Aventures JMB Racing         | Luc Alphand Michel Ligonnet Luis Marques                  | Porsche 911 GT3-RS               | M     | 265    |
| 17     | GT     | 74 | Warm-Up Luc Alphand Aventures JMB Racing         | Luc Alphand Michel Ligonnet Luis Marques                  | Porsche 3.6L Flat-6              | M     | 265    |
| 18     | GTS    | 60 | Saleen-Allen Speedlab                            | Franz Konrad Oliver Gavin Terry Borcheller                | Saleen S7-R                      | G     | 246    |
| 18     | GTS    | 60 | Saleen-Allen Speedlab                            | Franz Konrad Oliver Gavin Terry Borcheller                | Ford 7.0L V8                     | G     | 246    |
| 19     | LMP675 | 30 | Gerard Welter                                    | Stéphane Daoudi Yojiro Terada Jean-René de Fournoux       | WR LMP01                         | M     | 245    |
| 19     | LMP675 | 30 | Gerard Welter                                    | Stéphane Daoudi Yojiro Terada Jean-René de Fournoux       | Peugeot 2.0L Turbo I4            | M     | 245    |
| 20     | GTS    | 58 | Larbre Compétition                               | Christophe Bouchut Jean-Philippe Belloc Tiago Monteiro    | Chrysler Viper GTS-R             | M     | 234    |
| 20     | GTS    | 58 | Larbre Compétition                               | Christophe Bouchut Jean-Philippe Belloc Tiago Monteiro    | Chrysler 8.0L V10                | M     | 234    |
| 21 NC  | GT     | 79 | Noël del Bello racing                            | Sylvain Noël Jean-Luc Maury-Lauribière Georges Forgeois   | Porsche 911 GT3-RS               | D     | 193    |
| 21 NC  | GT     | 79 | Noël del Bello racing                            | Sylvain Noël Jean-Luc Maury-Lauribière Georges Forgeois   | Porsche 3.6L Flat-6              | D     | 193    |
| 22 DNF | LMP900 | 14 | Viper Team Oreca                                 | Seiji Ara Masahiko Kondo Ni Amorim                        | Chrysler LMP                     | M     | 243    |
| 22 DNF | LMP900 | 14 | Viper Team Oreca                                 | Seiji Ara Masahiko Kondo Ni Amorim                        | Chrysler (Mopar) 6.0L V8         | M     | 243    |
| 23 DNF | GTS    | 62 | Ecurie Ecosse Ray Mallock Ltd. (RML)             | Johnny Mowlem Ian McKellar Bruno Lambert                  | Saleen S7-R                      | D     | 175    |
| 23 DNF | GTS    | 62 | Ecurie Ecosse Ray Mallock Ltd. (RML)             | Johnny Mowlem Ian McKellar Bruno Lambert                  | Ford 7.0L V8                     | D     | 175    |
| 24 DNF | LMP900 | 9  | Racing for Holland                               | Jan Lammers Donny Crevels Val Hillebrand                  | Dome S101                        | M     | 156    |
| 24 DNF | LMP900 | 9  | Racing for Holland                               | Jan Lammers Donny Crevels Val Hillebrand                  | Judd GV4 4.0L V10                | M     | 156    |
| 25 DNF | LMP900 | 20 | Team Ascari                                      | Werner Lupberger Ben Collins Harri Toivonen               | Ascari A410                      | G     | 134    |
| 25 DNF | LMP900 | 20 | Team Ascari                                      | Werner Lupberger Ben Collins Harri Toivonen               | Judd GV4 4.0L V10                | G     | 134    |
| 26 DNF | LMP900 | 15 | Viper Team Oreca                                 | Yannick Dalmas Stéphane Sarrazin Franck Montagny          | Chrysler LMP                     | M     | 126    |
| 26 DNF | LMP900 | 15 | Viper Team Oreca                                 | Yannick Dalmas Stéphane Sarrazin Franck Montagny          | Chrysler (Mopar) 6.0L V8         | M     | 126    |
| 27 DNF | GT     | 70 | Aspen Knolls Racing Michael Colucci Racing (MCR) | Bob Mazzuoccola Vic Rice Cort Wagner                      | Callaway C12-R                   | G     | 98     |
| 27 DNF | GT     | 70 | Aspen Knolls Racing Michael Colucci Racing (MCR) | Bob Mazzuoccola Vic Rice Cort Wagner                      | Chevrolet 7.0L V8                | G     | 98     |
| 28 DNF | LMP675 | 36 | Dick Barbour Racing                              | Didier de Radiguès Sascha Maassen Hideshi Matsuda         | Reynard 01Q-LM                   | G     | 95     |
| 28 DNF | LMP675 | 36 | Dick Barbour Racing                              | Didier de Radiguès Sascha Maassen Hideshi Matsuda         | Judd GV675 3.4L V8               | G     | 95     |
| 29 DNF | LMP675 | 32 | KnightHawk Racing Roock Racing International     | Claudia Hürtgen Rick Fairbanks Chris Gleason              | Lola B2K/40                      | A     | 94     |
| 29 DNF | LMP675 | 32 | KnightHawk Racing Roock Racing International     | Claudia Hürtgen Rick Fairbanks Chris Gleason              | Nissan 3.4L V6                   | A     | 94     |
| 30 DNF | LMP675 | 33 | MG Sport & Racing Ltd.                           | Julian Bailey Mark Blundell Kevin McGarrity               | MG-Lola EX257                    | M     | 92     |
| 30 DNF | LMP675 | 33 | MG Sport & Racing Ltd.                           | Julian Bailey Mark Blundell Kevin McGarrity               | MG (AER) XP20 2.0L Turbo I4      | M     | 92     |
| 31 DNF | LMP900 | 11 | Panoz Motorsports                                | Klaus Graf Jamie Davies Gary Formato                      | Panoz LMP07                      | M     | 86     |
| 31 DNF | LMP900 | 11 | Panoz Motorsports                                | Klaus Graf Jamie Davies Gary Formato                      | Élan (Zytek) 4.0L V8             | M     | 86     |
| 32 DNF | LMP900 | 12 | Panoz Motorsports                                | David Brabham Jan Magnussen Franck Lagorce                | Panoz LMP07                      | M     | 85     |
| 32 DNF | LMP900 | 12 | Panoz Motorsports                                | David Brabham Jan Magnussen Franck Lagorce                | Élan (Zytek) 4.0L V8             | M     | 85     |
| 33 DNF | LMP900 | 3  | Champion Racing                                  | Johnny Herbert Didier Theys Ralf Kelleners                | Audi R8                          | M     | 81     |
| 33 DNF | LMP900 | 3  | Champion Racing                                  | Johnny Herbert Didier Theys Ralf Kelleners                | Audi 3.6L Turbo V8               | M     | 81     |
| 34 DNF | LMP900 | 10 | Team Den Blå Avis Team Goh                       | John Nielsen Hiroki Katoh Casper Elgaard                  | Dome S101                        | G     | 66     |
| 34 DNF | LMP900 | 10 | Team Den Blå Avis Team Goh                       | John Nielsen Hiroki Katoh Casper Elgaard                  | Judd GV4 4.0L V10                | G     | 66     |
| 35 DNF | LMP900 | 21 | Team Ascari                                      | Klaas Zwart Xavier Pompidou Scott Maxwell                 | Ascari A410                      | G     | 66     |
| 35 DNF | LMP900 | 21 | Team Ascari                                      | Klaas Zwart Xavier Pompidou Scott Maxwell                 | Judd GV4 4.0L V10                | G     | 66     |
| 36 DNF | GTS    | 55 | Paul Belmondo Racing                             | Vincent Vosse Vanina Ickx Carl Rosenblad                  | Chrysler Viper GTS-R             | D     | 61     |
| 36 DNF | GTS    | 55 | Paul Belmondo Racing                             | Vincent Vosse Vanina Ickx Carl Rosenblad                  | Chrysler 8.0L V10                | D     | 61     |
| 37 DNF | LMGTP  | 7  | Team Bentley                                     | Martin Brundle Stéphane Ortelli Guy Smith                 | Bentley EXP Speed 8              | D     | 56     |
| 37 DNF | LMGTP  | 7  | Team Bentley                                     | Martin Brundle Stéphane Ortelli Guy Smith                 | Bentley (Audi) 3.6L Turbo V8     | D     | 56     |
| 38 DNF | LMP900 | 5  | DAMS                                             | Éric Bernard Emmanuel Collard Marc Goossens               | Cadillac Northstar LMP01         | M     | 56     |
| 38 DNF | LMP900 | 5  | DAMS                                             | Éric Bernard Emmanuel Collard Marc Goossens               | Cadillac Northstar 4.0L Turbo V8 | M     | 56     |
| 39 DNF | LMP900 | 19 | SMG Compétition                                  | Philippe Gache Jérôme Policand Anthony Beltoise           | Courage C60                      | M     | 51     |
| 39 DNF | LMP900 | 19 | SMG Compétition                                  | Philippe Gache Jérôme Policand Anthony Beltoise           | Judd GV4 4.0L V10                | M     | 51     |
| 40 DNF | GTS    | 56 | Paul Belmondo Racing                             | Grégoire de Galzain Anthony Kumpen Jean-Claude Lagniez    | Chrysler Viper GTS-R             | D     | 44     |
| 40 DNF | GTS    | 56 | Paul Belmondo Racing                             | Grégoire de Galzain Anthony Kumpen Jean-Claude Lagniez    | Chrysler 8.0L V10                | D     | 44     |
| 41 DNF | GT     | 71 | Racing Engineering                               | Robert Donovan Terry Lingner Chris MacAllister            | Porsche 911 GT3-RS               | D     | 44     |
| 41 DNF | GT     | 71 | Racing Engineering                               | Robert Donovan Terry Lingner Chris MacAllister            | Porsche 3.6L Flat-6              | D     | 44     |
| 42 DNF | LMP900 | 18 | Pescarolo Sport                                  | Emmanuel Clerico Didier Cottaz Boris Derichebourg         | Courage C60                      | M     | 42     |
| 42 DNF | LMP900 | 18 | Pescarolo Sport                                  | Emmanuel Clerico Didier Cottaz Boris Derichebourg         | Peugeot A32 3.2L Turbo V6        | M     | 42     |
| 43 DNF | LMP900 | 4  | Johansson Motorsport                             | Stefan Johansson Tom Coronel Patrick Lemarié              | Audi R8                          | M     | 35     |
| 43 DNF | LMP900 | 4  | Johansson Motorsport                             | Stefan Johansson Tom Coronel Patrick Lemarié              | Audi 3.6L Turbo V8               | M     | 35     |
| 44 DNF | LMP675 | 34 | MG Sport & Racing Ltd.                           | Anthony Reid Warren Hughes Jonny Kane                     | MG-Lola EX257                    | M     | 30     |
| 44 DNF | LMP675 | 34 | MG Sport & Racing Ltd.                           | Anthony Reid Warren Hughes Jonny Kane                     | MG (AER) XP20 2.0L Turbo I4      | M     | 30     |
| 45 DNF | LMP675 | 37 | Dick Barbour Racing                              | John Graham Milka Duno David Murry                        | Reynard 01Q-LM                   | G     | 4      |
| 45 DNF | LMP675 | 37 | Dick Barbour Racing                              | John Graham Milka Duno David Murry                        | Judd GV675 3.4L V8               | G     | 4      |
| 46 DNF | GTS    | 61 | Konrad Motorsport                                | Walter Brun Toni Seiler Charles Slater                    | Saleen S7-R                      | G     | 4      |
| 46 DNF | GTS    | 61 | Konrad Motorsport                                | Walter Brun Toni Seiler Charles Slater                    | Ford 7.0L V8                     | G     | 4      |
| 47 DNF | GTS    | 57 | Equipe de France FFSA Epsilon Sport Oreca        | David Terrien Jonathan Cochet Jean-Philippe Dayraut       | Chrysler Viper GTS-R             | M     | 4      |
| 47 DNF | GTS    | 57 | Equipe de France FFSA Epsilon Sport Oreca        | David Terrien Jonathan Cochet Jean-Philippe Dayraut       | Chrysler 8.0L V10                | M     | 4      |
| 48 DNF | LMP675 | 35 | S & R Rowan Racing Ltd.                          | Warren Carway Martin O'Connell François Migault           | Pilbeam MP84                     | A     | 3      |
| 48 DNF | LMP675 | 35 | S & R Rowan Racing Ltd.                          | Warren Carway Martin O'Connell François Migault           | Nissan (AER) VQL 3.0L V6         | A     | 3      |

Legenda :DNQ = Não largou - DNF = Abandono - NC = Não classificado - DSQ= Desqualificado